# Cuidado infantil

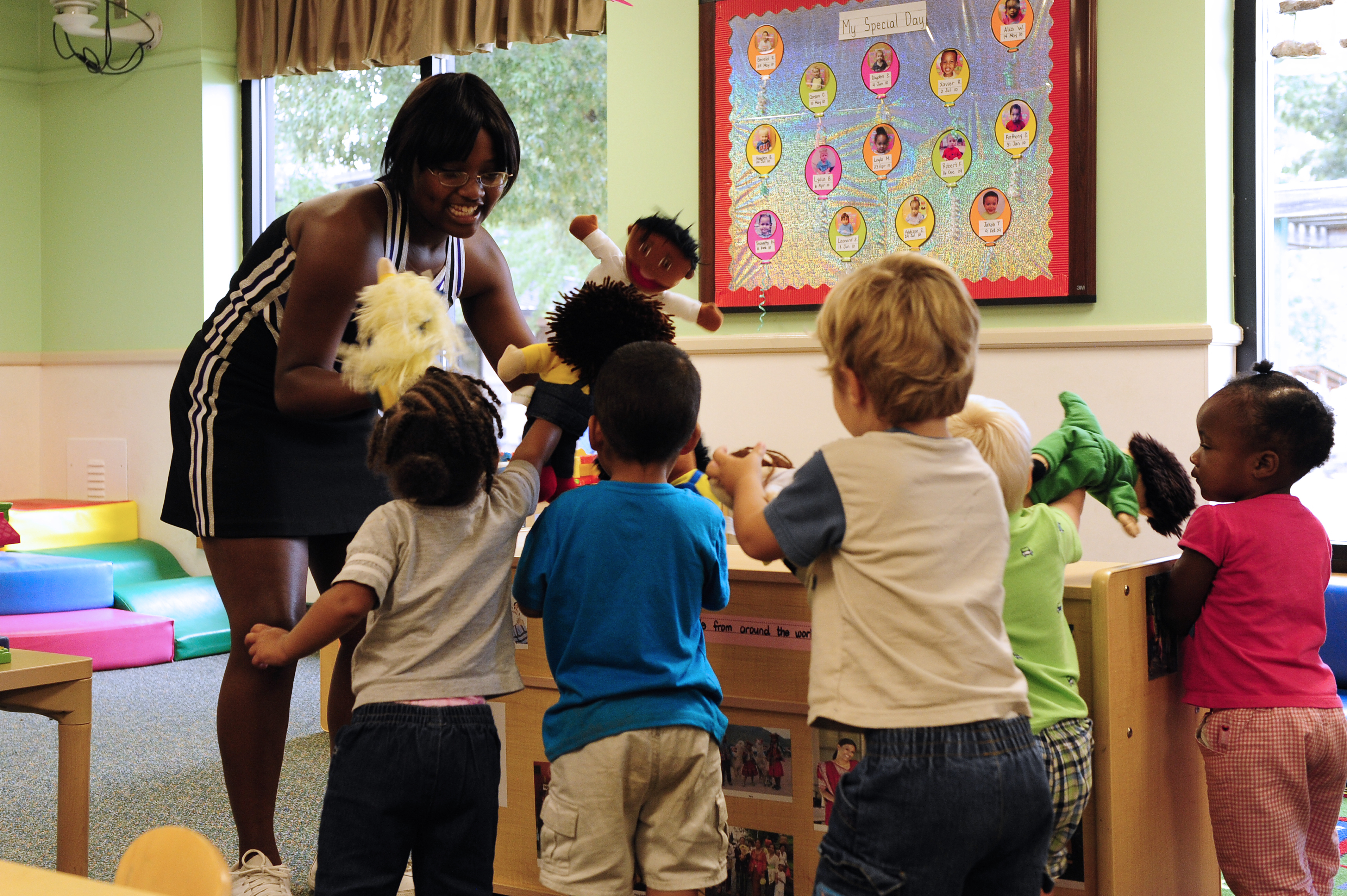
Ejemplo de cuidado infantil en una guardería.

Cuidado infantil es el cuidado o supervisión de un infante, usualmente de la edad de seis semanas a la edad de trece años. Es la acción o habilidad para cuidar de niños en guarderías, o mediante niñeras u otro servidor. La proporción de niños por adulto es importante porque tiene un efecto directo en el grado de supervisión que recibe su niño. Un pequeño número de niños por proveedor de cuidado es más importante para bebés y niños pequeños. Los requisitos de licencia también limitan el número de niños que se pueden agrupar para su cuidado. 
El cuidado infantil está cubierto en un amplio espectro de contextos, actividades e instituciones, la mayoría de estas instituciones deben tener extenso entrenamiento en primeros auxilios y certificaciones de entrenamiento en reanimación cardiopulmonar. Es necesaria la revisión de antecedentes penales y la revisión de test de uso de drogas de los cuidadores en todos los centros.

## Entrenamiento

### primeros auxilios
Los proveedores de cuidado en centros y hogares familiares deben tener un mínimo de 12 horas de reloj de entrenamiento por año. Mientras en otros lugares puede ser mayor.

## Entrenamiento enRCP
Al menos una persona en el centro de cuidado infantil debe tener entrenamiento de primeros auxilios y RCP.

## Revisión de antecedentes penales
Los reglamentos requieren una revisión de antecedentes penales antes de que a los proveedores de cuidado se le permita cuidar a los niños. En los centros, esto incluye a dueños y directores de programas, a todos los proveedores de cuidado, a substitutos y a personal de apoyo. En los hogares familiares de cuidado infantil, esto incluye a todos los mayores de 18 años que vivan en el hogar y a cualquier asistente proveedor de cuidado o substituto.